# КК инвалида Врбас
ККИ Врбас Бања Лука је кошаркашки клуб инвалида из Бање Луке, Републике Српске и БиХ. Основан је 2002. и представља први основани клуб у Републици Српској који окупља лица са инвалидитетом. Актуелни је шампион Регионалне НЛБ лиге кошарке у колицима. Тренутно се такмичи у регионалној кошаркашкој лиги инвалида, у првенству БиХ, у Купу БиХ и Купу Републике Српске.

## Историјат
Клуб је основан 2002. године а значајније промјене у систему организовања и рада клуба дешавају се од 2009. године када клуб почиње поново да се такмичи у кошаркашкој лиги БиХ за инвалиде. Од тада је клуб и све боље опремљен што се тиче колица за такмичаре и почиње да постаје све више конкурентан спортским ривалима из Федерације БиХ али и на европским туринирима. Ипак први излазак на међународну сцену десио се нешто раније, тачније 2007. који су заслужили као другопласирани тим у Купу БиХ и тиме изборили могућност наступа на европским турнирима а изабрали су турнир Југоисточне Европе. Након низа освојених мањих међународних турнира, успјеха у Купу РС, услиједила је у такмичарској сезони 2013/2014. и титула првака регионалне кошаркашке НЛБ лиге. Финална утакмица НЛБ лиге играна је 12. априла 2014. године у 	Новом Мјесту у Словенији. Противник је била италијанска екипа Кастелвечија а завршила је побједом Врбаса са 56:54. Титулу првака регионалног такмичења одбранили су у сезони 2014/15, 2015/16, 2016/17.  и тако су по четврти пут заредом постали најбољи тим овог такмичења.

## Финансирање клуба
Клуб се финансира из донација Града, предсједника Републике Српске и приватних субјеката а иначе ради се о веома скупом спорту. Колица која се користе нису универзална него се морају прилагодити сваком такмичара а подложна су ломљењу. Коштају тренутно на тржишту 10.000 КМ, гуме за колица 300 КМ а осовина 200 КМ.

## Кошарка у колицима
Кошарка у колицима је параолимпијски спорт од првих параолимпијских игара које су одржане у Риму 1960. године. Овај спорт се игра од средине 40-их година 20. вијека. Правила су готово идентична правилима ФИБА. Терен и висина кошева су истих димензија а утакмица траје 40 минута. Специфичност се односи на кретање играча с обзиром да кретњу обављају помоћу колица. Овим спортом се може бавити било која особа са инвалидитетом и није неопходно да користи колица у свакодневном животу. Сваки такмичар у зависности од инвалидитета има одређени број бодова а на паркету може да буде комбинација такмичара са укупним бројем бодова 14. Смисао правила је да се у игру равноправно укључе особе са већим степеном инвалидности. Тренутно је 57 земаља члан Међународне федерације кошарке у колицима.

## Почетак регионалне лиге за кошаркаше у колицима
Регионална лига је покренута од сезоне 2008/2009. а први финални турнир је игран у Љубљани. У првој сезони наступило је 6 клубова из Босне и Херцеговине, Србије, Хрватске и Словеније. Клубови учесници првог издање лиге су били: ККИ Љубљана, ККИ Торцида Водице, ККИ Стела Загреб, ККИ Војводина Нови Сад, ККИ Сана, ККИ Марибор.

## Инвалидност
Према подацима Свјетске здравствене организације чак 10 процената цјелокупног свјетског становништа чине инвалиди. Ове особе се дефинишу као појединци са психофизичким недостацима с којима се рађају или их стичу током живота путем болести или разних несрећа. Разликује се болест као тренутно стање од инвалидности јер болест може бити узрок инвалидности.